# بیابان هامی
بیابان هامی (به چینی: 哈密沙漠 هامی شامو، به اویغوری: Қумул Қумлуқи قومول قوملیقی) بخشی از بیابان گُبی در سین‌کیانگ چین است که محیط بین کوه‌های تیان‌شان در شمال و کوه‌های نان‌شان در جنوب را اشغال کرده و از سوی غرب با بیابان لوپ متصل است.
توصیف قدیمی و اصلی این بیابان را نیکلای پرژوالسکی نگاشته‌است. او در تابستان ۱۸۷۹ از سمت هامی (استان قومول) تا سوژو) به راه افتاده و از این بیابان گذر کرد.
به‌جز سرزدن‌های گاه به گاه گروهی از مغولان عشایری، این منطقه کاملاً غیر مسکونی است.